# The Five Seasons
The Five Seasons è un album dei Fairport Convention pubblicato nel 1991.

## Tracce
1. Claudy Banks – 5:56
2. All Your Beauty – 2:57
3. Cup Of Tea / A Loaf Of Bread / Miss Monahan's – 3:18
4. Gold – 5:07
5. Rhythm OfThe Time – 5:53
6. Shuffle The Pack – 4:29
7. Mock Morris – 4:55
8. Sock In It – 5:33
9. Ginnie – 4:13
10. The Wounded Whale – 6:43
11. Caught A Whisper – 4:44